# Base aérea de Mallala
A Base aérea de Mallala foi uma base aérea da Real Força Aérea Australiana (RAAF). Originalmente a casa da Escola de Treino de Voo de Serviço N.º 6 da RAAF, durante a Segunda Guerra Mundial, Mallala mais tarde foi seleccionada para ser a base de voos de teste e de transporte da unidade anglo-australiana UK-Australian Weapons Research Establishment, em Woomera. Depois da construção da Base aérea de Edimburgo durante os anos 60, Mallala foi a casa do Esquadrão N.º 24, até ao encerramento da base em Maio de 1960.